# 나의 위험한 아내 (대한민국의 드라마)
《나의 위험한 아내》는 2020년 10월 5일부터 2020년 11월 24일까지 방송 되었던 MBN 월화 드라마로 2016년 일본 지상파 방송사 간사이TV에서 방송 되었던 드라마 《나의 위험한 아내》를 리메이크하여 국내 제작 드라마로 기획했다.

## 프로그램 소개
극한의 위험한 선택을 하며 가정 안에서 전쟁을 시작하는 부부를 통해 한국 사회에서 아내와 남편으로 산다는 것의 의미를 찾는 이야기를 그린 드라마

## 등장 인물

### 주요 인물
- 김정은 : 심재경 (37세) 역 (아역 민채은) - 평범한 주부, 김윤철 아내. 인플루언서.
- 최원영 : 김윤철 (39세) 역 - 심재경 남편, 카페 올드크롭 대표. 진선미 내연남
- 최유화 : 진선미 (33세) 역 - 김윤철 레스토랑 팀장, 김윤철 내연녀.
- 윤종석 : 조민규 (37세) 역 - 이웃집 연하 남편, 과거 홈쇼핑 모델.
- 심혜진 : 하은혜 (52세) 역 - 이웃집 연상 아내, 과거 생활 뷰티 관련 중소기업 CEO. 김윤철, 심재경 부부 이웃.
- 이준혁 : 서지태 (40세) 역 - 강력반 경위, 쌍둥이 아빠. 강력반 명탐정 홈즈.
- 정수영 : 김희정 역(37세) - 서지태 아내, 전업주부이자 장르 소설 지망생. 문예창작학과 출신 작가 지망생.
- 안내상 : 노창범 (48세) 역 - 전당포 주인이자 사설탐정, 김윤철 前 매형. 김윤철 누나, 김윤희 전 남편. 전직 형사 출신. 현재는 전당포로 위장한 흥신소를 운영하고 있다.
- 백수장 : 송유민 (34세) 역 - 화가, 심재경 미술대학 후배. 대학 시절부터 미대 선배인 심재경에게 한결 같은 마음을 품고 있는 순정남이자 심재경만 행복하다면 멀리서 지켜보는 걸로 충분한 로맨티스트.
- 김재철 : 이진수 (42세) 역 - BAR SUD 사장, BAR SUD 운영.

### 김윤철 가족들
- 김자영: 정순 (69세) 역 - 김윤희, 김윤철 어머니, 심재경 시어머니. 오래 된 치킨집을 꾸려가고 있다.
- 윤예희 : 김윤희 (43세) 역 - 김윤철 누나, 정순 장녀. 노창범 前 처제.
- 이효비 : 채림 (9세) 역 - 노창범, 김윤희 딸, 김윤철 조카. 정순 손녀. 김윤희에게는 츤데레 딸.

### 심재경 가족들
- 심재경 부모 : 대기업 운담식품 오너, 부부가 교통사고로 한날 한시에 명을 다 했다.

### 레스토랑 직원들
- 양주호 : 도현 (36세) 역 - 쉐프. 어른으로서 올드크롭 직원들을 두루 살핀다.
- 장미관 : 재정 (26세) 역 - 항상 마이너스 인생, 남자 신데렐라가 꿈이다.
- 서지원 : 이랑 (24세) 역 - 바리스타, 걸어 다니는 찌라시.

### 수사팀
- 탁우석 : 현우 (30세) 역 - 강력반 경장, 서지태 파트너로 미혼이지만 부부 관계에 관심이 많다.
- 이동진 : 박진혁 (39세) 역 - 강력반 경감, 납치극을 수사하는 전형적인 절차를 밟아간다.
- 김재록 : 경찰서장 (59세) 역 - 실적도 없이 일만 벌이는 지태를 은근히 무시하며 피곤해 한다.

### 그 외 인물
- 박민지
- 신태양 : 찬이(9세) 역 - 서지태, 김희정 쌍둥이 아들.
- 안서하 : 산이(9세) 역 - 서지태, 김희정 쌍둥이 아들.

## 시청률
최저 시청률과 최고 시청률은 시청률 조사회사와 지역별로 시청률에 차이가 있을 수 있습니다.
| 2020년      | 2020년      | 2020년                              | 2020년             | 2020년             |
| 회차        | 방송일      | 부제 (서브 타이틀)                  | 닐슨 코리아 시청률 | 닐슨 코리아 시청률 |
| 회차        | 방송일      | 부제 (서브 타이틀)                  | 한국(전국)         | 수도권             |
| ----------- | ----------- | ----------------------------------- | ------------------ | ------------------ |
| 제1회       | 10월 5일    | 나의 죽이고 싶은 아내               | 2.578%             | 2.769%             |
| 제2회       | 10월 6일    | 다시 살리고 싶은 아내               | 2.409%             |                    |
| 제3회       | 10월 12일   | 아내의 맨 얼굴                      | 2.835%             | 2.975%             |
| 제4회       | 10월 13일   | 적과의 동침                         | 3.053%             |                    |
| 제5회       | 10월 19일   | 살벌한 부부 생활                    | 2.783%             | 2.836%             |
| 제6회       | 10월 20일   | 뛰는 남편 위에 나는 아내            | 2.440%             | 2.749%             |
| 제7회       | 10월 26일   | 완벽한 아내                         | 2.208%             | .                  |
| 제8회       | 10월 27일   | 위험한 선택                         | 1.744%             | .                  |
| 제9회       | 11월 2일    | 격전지 (1) (왜 결혼하냐고 묻거든)   | 2.700%             | 2.612%             |
| 제10회      | 11월 3일    | 격전지 (2) (왜 이혼하냐고 묻거든)   | 2.278%             | .                  |
| 제11회      | 11월 9일    | 나의 죽이고 싶은 남편               | 3.357%             | 3.465%             |
| 제12회      | 11월 10일   | 최후의 만찬                         | 3.403%             | 3.447%             |
| 제13회      | 11월 16일   | 부부 공범                           | 2.318%             | .                  |
| 제14회      | 11월 17일   | 결혼 유죄                           | 2.447%             | 2.338%             |
| 제15회      | 11월 23일   | 죽음이 우릴 갈라 놓을 때까지        | 3.040%             | 3.312%             |
| 제16회      | 11월 24일   | 삶이 우릴 갈라 놓을 때까지 (최종회) | 3.380%             | 3.601%             |
| 평균 시청률 | 평균 시청률 |                                     | 2.686%             | -                  |

## 촬영지
- 경기도 용인시 인근
- 경기도 용인시 처인구 일대
- 서울특별시 서대문구 창천동

## 같이 보기
- 나의 위험한 아내 (일본판)